# Robert Burks
 Leslie Robert Burks (* 4. Juli 1909 in Chino, Kalifornien; † 13. Mai 1968 in Newport Beach, Kalifornien) war ein US-amerikanischer Kameramann. Zwischen 1951 und 1964 gehörte er zu den engsten Mitarbeitern von Alfred Hitchcock. Seine Arbeit an Über den Dächern von Nizza wurde 1956 mit dem Oscar für die beste Farbkamera ausgezeichnet.

## Leben
Robert Burks begann seine Karriere im Alter von 19 Jahren bei der Filmgesellschaft Warner Brothers und stieg vom Kamera-Operator zum Kamera-Assistenten und schließlich zum Kameramann auf. In dieser Funktion war er von 1944 bis 1967 an über 40 Filmen beteiligt. Burks galt als Spezialist für anspruchsvolle Kameraeffekte und übernahm 1944 die Leitung der „Special Photographic Effects Unit“ bei Warner Brothers. Bis 1952 war er bei zahlreichen Filmen (u. a. Arsen und Spitzenhäubchen, 1944, und Gangster in Key Largo, 1948) als Experte für Spezialeffekte tätig.
Während Burks bis in die frühen 1950er Jahre seine Filme vor allem in schwarz-weiß fotografierte, etablierte er sich danach als einer der führenden Spezialisten für Farbaufnahmen. Einer seiner bekanntesten Schwarzweißfilme ist Der Fremde im Zug (1951), bei dem er als Kameramann auch für die Gestaltung des dramatischen Handlungshöhepunktes – einem mörderischen Zweikampf auf einem außer Kontrolle geratenen Karussell – zuständig war. Mit diesem Film startete Burks seine erfolgreiche Zusammenarbeit mit Star-Regisseur Alfred Hitchcock, für den er bis 1964 zwölf Filme fotografierte.
Als Burks’ Vertrag mit Warner Brothers 1953 auslief, folgte der Kameramann Hitchcock zur Produktionsgesellschaft Paramount Pictures. Für Burks wie für Hitchcock folgten nun die erfolgreichsten Jahre ihrer Karriere. Der Kameramann war für die Bildgestaltung bei nahezu allen klassischen Hitchcock-Filmen dieser Ära zuständig (ausgenommen Psycho, 1960). Burks führte unter anderem die Kamera bei Bei Anruf Mord (1954), Das Fenster zum Hof (1954), Über den Dächern von Nizza (1955), Der Mann, der zuviel wußte (1956), Vertigo – Aus dem Reich der Toten (1958), Der unsichtbare Dritte (1959) und Die Vögel (1963). 
Hitchcocks Ansprüche bei der künstlerischen und kameratechnischen Gestaltung seiner Filme waren äußerst hoch. Bei Anruf Mord war beispielsweise die Adaption eines Bühnenstücks und spielte fast ausschließlich in einer kleinen Wohnung, die so fotografiert werden musste, dass beim Zuschauer nicht der Eindruck entstand, einer abgefilmten Theaterinszenierung beizuwohnen. In Das Fenster zum Hof befand sich die Kamera fast den ganzen Film über in einer kleinen Wohnung, deren titelgebendes Fenster sich auf eine riesige Innenhofkulisse öffnete, die schwer zu beleuchten und zu fotografieren war. Für Der unsichtbare Dritte gestaltete Burks unter anderem eine spektakuläre Verfolgungsjagd über die steinernen Präsidentenköpfe des Mount Rushmore, die – mit Modellen und riesigen Kulissenbauten – im Studio gedreht werden musste. In Die Vögel gab es zahlreiche Szenen mit komplizierten Spezialeffekten, mit denen die albtraumhaften Angriffe der Vögel simuliert wurden. 
Für seine besonders opulente Bildgestaltung bei Über den Dächern von Nizza wurde Robert Burks 1956 mit einem Oscar ausgezeichnet. Er hatte bereits 1954 für Das Fenster zum Hof und 1952 für Der Fremde im Zug eine Nominierung erhalten. 1966 wurde er für den Film Träumende Lippen (Regie: Guy Green) ein viertes und letztes Mal nominiert. Mit Marnie, einem Film, der von Kritik und Publikum reserviert aufgenommen wurde, endete 1964 die Zusammenarbeit zwischen ihm und Alfred Hitchcock. Beide konnten nicht mehr an ihre früheren Erfolge anknüpfen.
Robert Burks starb 1968 im Alter von 58 Jahren bei einem Hausbrand.

## Filmografie (Auswahl)
- 1941: Vertauschtes Glück (The Great Lie) – Spezial-Effekte
- 1945: Star in the Night (Kurzfilm)
- 1946: A Boy and His Dog (Kurzfilm)
- 1946: Hier irrte Scotland Yard (The Verdict)
- 1947: Der Fluch des Wahnsinns (Cry Wolf) – Spezial-Effekte
- 1947: Der Unverdächtige (The Unsuspected)
- 1948: Das Geheimnis der Frau in Weiß (The Woman in White)
- 1949: Sturm über dem Pazifik (Task Force)
- 1949: Der Stachel des Bösen (Beyond the Forest)
- 1949: Ein Mann wie Sprengstoff (The Fountainhead)
- 1949: Sie ritten mit Jesse James (The Younger Brothers)
- 1950: Die Glasmenagerie (The Glass Menagerie)
- 1951: Der Fremde im Zug (Strangers On A Train)
- 1951: Der Tiger (The Enforcer)
- 1951: Come Fill the Cup
- 1951: Ein Herz für Danny (Close to My Heart)
- 1951: Verfolgt (Tomorrow Is Another Day)
- 1952: Ich beichte (I Confess)
- 1952: Mara Maru (Mara Maru)
- 1952: Vater werden ist nicht schwer (Room for One More)
- 1953: El Khobar – Schrecken der Wüste (The Desert Song)
- 1954: Der Sheriff ohne Colt (The Boy from Oklahoma)
- 1954: Bei Anruf Mord (Dial M For Murder)
- 1954: Das Fenster zum Hof (Rear Window)
- 1955: Über den Dächern von Nizza (To Catch a Thief)
- 1955: Immer Ärger mit Harry (The Trouble With Harry)
- 1956: Der Mann, der zuviel wußte (The Man Who Knew Too Much)
- 1956: König der Vagabunden (The Vagabond King)
- 1956: Der falsche Mann (The Wrong Man)
- 1957: Lindbergh – Mein Flug über den Ozean (The Spirit Of St. Louis)
- 1958: Aus dem Reich der Toten (Vertigo)
- 1958: Die schwarze Orchidee (The Black Orchid)
- 1959: Der unsichtbare Dritte (North by Northwest)
- 1959: Bei mir nicht (But Not for Me)
- 1960: Zwei in einem Zimmer (The Rat Race)
- 1961: Ein charmanter Hochstapler (The Great Impostor)
- 1961: In angenehmer Gesellschaft (The Pleasure of His Company)
- 1962: Music Man (The Music Man)
- 1963: Die Vögel (The Birds)
- 1964: Marnie (Marnie)
- 1965: Millionenraub in San Francisco (Once a Thief)
- 1965: Träumende Lippen (A Patch of Blue)
- 1967: Mit dem Tod im Bunde (A Covenant with Death)
- 1967: Wasserloch Nr. 3 (Waterhole #3)